# Dajella tenera
Dajella tenera is een fossiele soort schietmot uit de familie Glossosomatidae.